# Carlos Ajuria Urigoitia
Carlos Alberto Ajuria Urigoitia (Bilbao, 1865 - Vitoria, agosto de 1935) fue un industrial español que empezó sus actividades junto con su hermano Serafín Ajuria Urigoitia en la localidad alavesa de Araia. Fue senador (1910-1911, 1914-1917, 1919-1920, 1921-1923) y diputado por Álava. Presidente de la Diputación alavesa entre 1901 y 1904 y miembro de la Sociedad de Estudios Vascos-Eusko Ikaskuntza. Una Fundación alavesa que lleva su nombre.